# ISO/IEC 15288
El ISO / IEC 15288 es un estándar de ingeniería de sistemas que cubre procesos y etapas del ciclo de vida. La planificación inicial para el estándar ISO / IEC 15288: 2002 (E) comenzó en 1994 cuando se reconoció la necesidad de un marco de proceso de ingeniería de sistemas común. La norma MIL STD 499A (1974) previamente aceptada se canceló después de que un memorando de SECDEF prohibiera el uso de la mayoría de las normas militares de los Estados Unidos sin una exención. La primera edición se publicó el 1 de noviembre de 2002. Stuart Arnold fue el editor y Harold Lawson fue el arquitecto de la norma. En 2004, esta norma fue adoptada como IEEE 15288. ISO / IEC 15288 se actualizó el 1 de febrero de 2008 y el 15 de mayo de 2015.
ISO / IEC 15288 es administrado por ISO / IEC JTC1 / SC7, que es el comité ISO responsable del desarrollo de las normas ISO en el área de Ingeniería de Software y Sistemas. ISO / IEC 15288 es parte del conjunto integrado de normas SC 7, y otras normas en este dominio incluyen:
- ISO / IEC TR 15504 que aborda la capacidad
- ISO / IEC 12207 e ISO / IEC 15288 que abordan el ciclo de vida y
- ISO 9001 e ISO 9000-3 que abordan la calidad

## Historia
- ISO/IEC 15288:2015
- Revisa: ISO/IEC 15288:2008 (armonizado con ISO/IEC 12207:2008)
- Revisa: ISO/IEC 15288:2002 (primero edición)

## Procesos
El estándar define procesos divididos en cuatro categorías:
- Técnico
- Proyecto
- Acuerdo, y
- Empresa

Cada proceso está definido por un propósito, resultados y actividades. ISO 15288 comprende 25 procesos que tienen 123 resultados derivados de 403 actividades.
1. Cláusula 6.4.1 - Stakeholder Proceso de Definición de los Requisitos
2. Cláusula 6.4.Análisis de 2 Requisitos Proceso
3. Cláusula 6.4.3 - Proceso de Diseño Arquitectónico
4. Cláusula 6.4.Proceso de 4 Implementaciones
5. Cláusula 6.4.Proceso de 5 Integraciones
6. Cláusula 6.4.Proceso de 6 Verificaciones
7. Cláusula 6.4.Proceso de 7 Transiciones
8. Cláusula 6.4.Proceso de 8 Validaciones
9. Cláusula 6.4.Proceso de 9 Operaciones
10. Cláusula 6.4.Proceso de 10 Mantenimientos
11. Cláusula 6.4.Proceso de 11 Eliminaciones

Ejemplos de etapas del ciclo de vida descritas en el documento son: concepto, desarrollo, producción, utilización, soporte y retiro. Sin embargo, estas etapas no son normativas; El estándar define procesos, no etapas.